# Дневник слабака 3
«Дневни́к слабака́ 3» (англ. Diary of a Wimpy Kid: Dog Days) — комедийный семейный фильм Дэвида Бауэрса, вышедший в 2012 году. Является экранизацией серии книг «Дневник слабака» американского писателя Джеффа Кинни (в частности, третьей и четвёртой книги), а также сиквелом фильма «Дневник слабака 2: Правила Родрика».

## Сюжет
Шестиклассник Грэг – практически беспроблемный ребёнок, но его отец всерьез встревожен пристрастием подростка к видеоиграм. Активный Фрэнк потирает руки, с началом летних каникул он намерен открыть сыну радости отдыха на природе.
Школьник в ужасе от перспективы провести лето в походах, ведь у него есть свои планы.
Паренек по уши влюблен в одноклассницу Холли. Девочка проводит лето в элитном клубе, и Грэг старается постоянно быть рядом. Чтобы отец отстал со своими затеями, мальчик врет, что устроился работать в заведение.
Однажды гордый за сына Фрэнк решил подвезти обманщика и узнал, что все это время его водили за нос. Чтобы компенсировать моральный урон, паренек становится членом его любимой команды скаутов и, скрепя сердце, отправляется в свой первый поход.
На природе на них налетает другой отряд, который откровенно презирает конкурентов. Грэг пытается отомстить высокомерным соперникам и раскрывает, что в нарушение негласных правил они возят с собой телевизоры, холодильники и готовую еду. Противники опозорены, и Фрэнк прощает сыну его проделку.
Приближается день рождения старшей сестры Холли, спесивой блондинки Хизер. Школьнику удалось сосватать на праздник музыкальную группу его старшего брата. Довольный тем, что снова оказался рядом с любимой девочкой, главный герой с ужасом наблюдает, как именинница в истерике набрасывается на рок-исполнителя за кавер песни Бибера.
Пафосная вечеринка превращается в кавардак, гости по уши в брызгах шоколадного фонтана. Грэг с опаской оглядывается на Холли, но вместо того, чтобы разозлиться, одноклассница ободряюще берет его за руку.
В последней сцене фильма парочка наслаждается летом в бассейне под присмотром довольного Фрэнка: мечта отвадить сына от видеоигр наконец сбылась.

## В ролях
- Закари Гордон — Грег Хеффли
- Роберт Кэпрон — Роули Джефферсон, лучший друг Грега
- Девон Бостик — Родрик Хеффли, старший брат Грега
- Рэйчел Харрис — Сьюзан Хеффли, мама Грега
- Стив Зан — Фрэнк Хеффли, папа Грега
- Пейтон Лист — Холли Хиллс, одноклассница Грега
- Мелисса Роксбург — Хезер Хиллс, сестра Холли
- Каран Брар — Шираг Гупта
- Грейсон Рассел — Фрегли Брэк
- Лейни Макнил — Пэтти Фарелл
- Далила Бела — Тейлор Прингл
- Джефф Кинни — мистер Хиллс, отец Холли (камео)
- Коннор Филдинг и Оуэн Филдинг — Мэнни Хеффли, младший брат Грега

## Награды и номинации
| Year | Award                           | Category                                             | Recipient(s) | Result    | Ref.  |
| ---- | ------------------------------- | ---------------------------------------------------- | --- | --------- | ----- |
| 2013 | Nickelodeon Kids' Choice Awards | Любимый фильм                                        | Diary of a Wimpy Kid: Dog Days                                                                                                  | Номинация | [ 4 ] |
| 2013 | Nickelodeon Kids' Choice Awards | Лучший актёр                                         | Закари Гордон | Номинация | [ 4 ] |
| 2013 | Young Artist Awards             | Лучшая главная роль в полнометражном фильме          | Закари Гордон | Номинация | [ 5 ] |
| 2013 | Young Artist Awards             | Лучший актёр второго плана                           | Роберт Кэпрон | Победа    | [ 5 ] |
| 2013 | Young Artist Awards             | Лучший актёр второго плана                           | Каран Брар | Номинация | [ 5 ] |
| 2013 | Young Artist Awards             | Лучшая актриса второго плана                         | Лейни Макнил | Номинация | [ 5 ] |
| 2013 | Young Artist Awards             | Лучшая второстепенная мужская роль (10 лет и младше) | Коннор Филдинг и Оуэн Филдинг                                                                                                   | Номинация | [ 5 ] |
| 2013 | Young Artist Awards             | Лучшая второстепенная женская роль (10 лет и младше) | Далила Бела | Номинация | [ 5 ] |
| 2013 | Young Artist Awards             | Лучший актёрский ансамбль                            | Закари Гордон, Роберт Кэпрон, Пейтон Лист, Каран Брар, Лейни Макнил, Коннор Филдинг, Оуэн Филдинг, Девон Бостик, Грейсон Рассел | Победа    | [ 5 ] |